# Boussemghoun
Boussemghoun (en berbère : Bussemɣun, ⴱⵓⵙⵎⵖⵓⵏ), est une commune de la wilaya d'El Bayadh en Algérie.
Située dans les monts des Ksour, la commune abrite un vieux ksar berbérophone, qui se distingue par la présence d'une annexe de la zaouïa  Tijaniyya, lieu de pèlerinage des adaptes de cette confrérie.

## Toponymie
Le ksar porte le nom du saint patron, Sidi Boussemghoun. Il est plus connu sous le nom de « Ksar El Asâad » et a porté plusieurs noms : « Oued El Asnam » ou « Oued Essafaih », en référence aux pierres avec lesquelles le site a été édifié.
Le nom premier de Boussemghoun est Agharm, mot berbère attesté dans plusieurs dialectes berbères. Le sens général du mot est « agglomération ».

## Géographie

### Situation
Le territoire de la commune de Boussemghoun se situe à l'ouest de la wilaya d'El Bayadh, à 20 km au Sud de Chellala, à 190 km au Sud-Ouest d'El-Bayadh, à 500 km au Sud-Ouest d'Alger dans les monts des Ksour (Atlas saharien), dans la   partie occidentale des Hauts Plateaux. Le ksar est bâti sur une colline entre le djebel Tanout et le djebel Tameda.
| Assela (Wilaya de Naâma) | Chellala     | El Mehara             |
| Assela (Wilaya de Naâma) | Boussemghoun | El Abiodh Sidi Cheikh |
| Assela (Wilaya de Naâma) | El Bnoud     | El Abiodh Sidi Cheikh |

### Localités de la commune
La commune de Boussemghoun est composée de six localités : Boussemghoun, Ouled Abdelkrim, Ouled Ben Djelloul, Ouled Hadj Bahous, Ouled Sidi Ahmed Medjdoub (en partie) et Semaghna.

### Climat
Le climat à Boussemghoun, est désertique. La classification de Köppen est de type BWk. La température moyenne est de 17.5 °C et la moyenne des précipitations annuelles ne dépasse pas 200 mm. La région est caractérisée par des hivers froids et des étés chauds et secs.
| Mois                              | jan. | fév. | mars | avril | mai | juin | jui. | août | sep. | oct. | nov. | déc. | année |
| --------------------------------- | ---- | ---- | ---- | ----- | --- | ---- | ---- | ---- | ---- | ---- | ---- | ---- | ----- |
| Température minimale moyenne (°C) | 2,4  | 3    | 5,6  | 9     | 13  | 18,7 | 22   | 21   | 16   | 11,8 | 6    | 3    |       |
| Température moyenne (°C)          | 7,3  | 9,2  | 11   | 16,2  | 20  | 26,1 | 29   | 29   | 23,3 | 17   | 12   | 7    | 17,5  |
| Température maximale moyenne (°C) | 12,3 | 15   | 18   | 23,5  | 26  | 33   | 37,5 | 36   | 30   | 22,8 | 18   | 12   |       |
| Précipitations (mm)               | 15   | 9    | 21   | 17    | 12  | 7    | 3    | 6    | 18   | 20   | 16   | 16   | 160   |

| Diagramme climatique                                  |      |         |         |        |         |         |       |        |            |       |       |
| J                                                     | F    | M       | A       | M      | J       | J       | A     | S      | O          | N     | D     |
| 12,32,415                                             | 1539 | 185,621 | 23,5917 | 261312 | 3318,77 | 37,5223 | 36216 | 301618 | 22,811,820 | 18616 | 12316 |
| Moyennes : • Temp. maxi et mini °C • Précipitation mm |      |         |         |        |         |         |       |        |            |       |       |

## Histoire

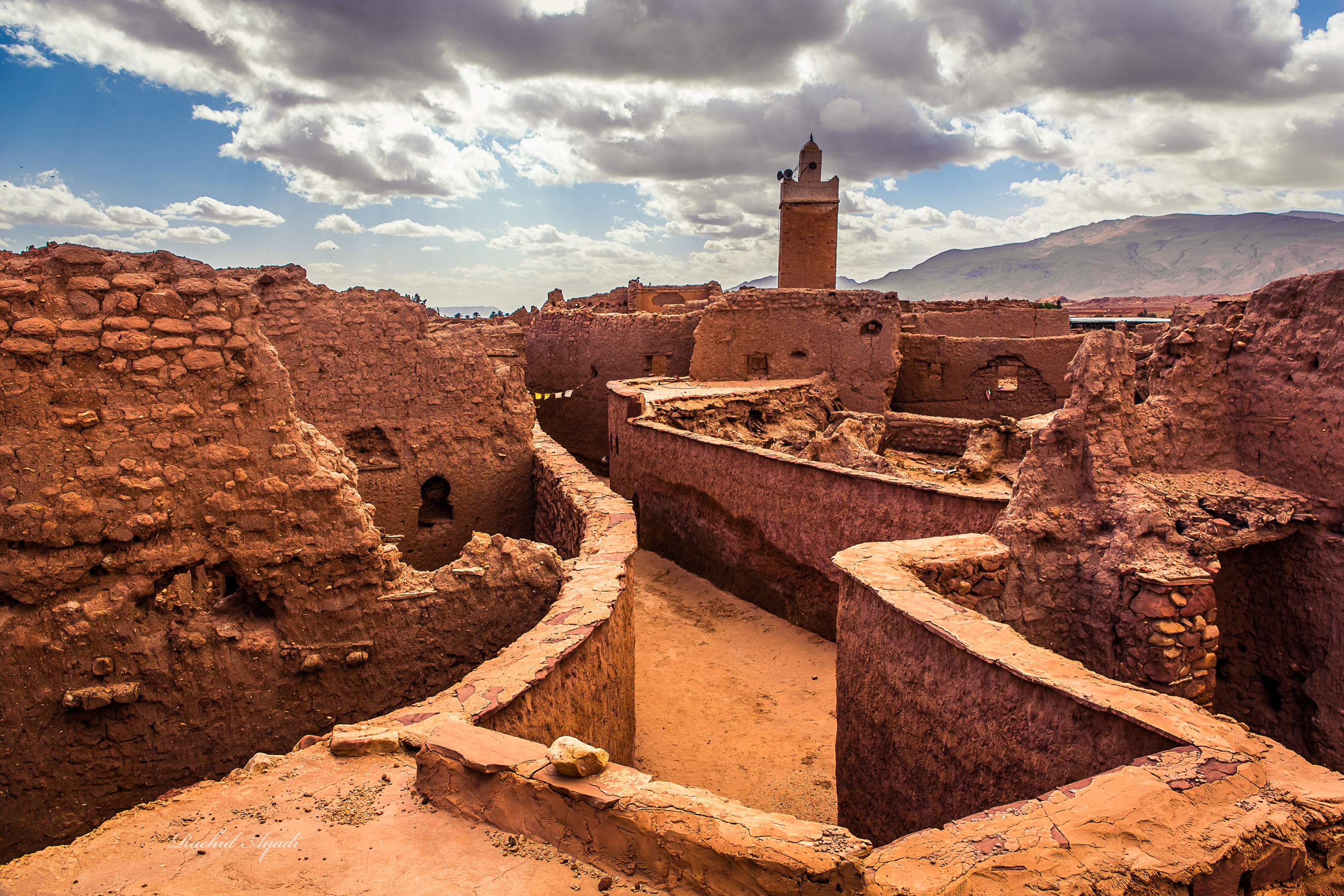
Ksar de Boussemghoun.

Certaines sources historiques indiquent que le ksar de Boussemghoun fut édifié au troisième siècle de notre ère. Boussemghoun était composé de sept ksars, édifiés le long d'un oued : At Moussa, At Ali, At Sidi Ahmed, At Slimane, At N'kiat, At Aïssa, du nom des fractions de tribu qui les habitaient, et Ighram, le seul qui ait subsisté. 
Dans l'époque  médiévale, plusieurs auteurs arabes, en  ont fait la description : Ibn Hawqal (Xe siècle), El Bekri (XIe siècle), El Idrissi (XIIIe siècle) et Ibn Khaldoun (XIVe siècle). Selon Hamza Boubakeur, à l'époque zianide, lorsque le cheikh Sid Ahmad Majdūb s'établit dans les environs d'Arbawet, Boussemghoun et tous les ksours berbères de la région professaient encore le kharidjisme. Le saint homme et les Arabes nomades alliés à sa cause imposeront la doctrine malékite.
En 1956, durant l'époque coloniale française, Boussemghoun est promue commune. Depuis 1959, la commune dépendait de l'arrondissement d'Aïn Sefra. Elle a été rattachée à la wilaya d'El Bayadh à l'issue du découpage administratif de 1984. Auparavant, elle dépendait de la wilaya de Saïda.
Ce découpage administratif a été contesté par les habitants, car la commune qui appartenait à l'espace ksourien, principalement intégré dans la wilaya de Naâma, a été séparé de son milieu naturel et social .

## Démographie
Selon le recensement général de la population et de l'habitat de 2008, la population de la commune de Boussemghoun est évaluée à 3 795 habitants contre 2 480 en 1998.

## Patrimoine
Boussemghoun est connue pour ses palmeraies, son ksar et la culture des grenades. Le ksar a été classé au patrimoine culturel algérien. 
Le ksar de Boussemghoun possède une architecture saharienne, avec une organisation judicieuse des ruelles, des entrées au ksar et aux habitations ainsi qu'à la cour centrale, Djemââ ou Tadjmaât. Sa vieille mosquée, située au centre, remonte au début de la conquête musulmane, il abrite également la zaouïa Tidjaniya qui attire les disciples de cette confrérie, du pays de l'étranger de cette confrérie. Il renferme trois portes : Bâb el Guebli, Bâb Nouaçi, Bâb Temadla.
La région de Boussemghoun est riche en stations d'art rupestre, la station de Nkhilat (littéralement « Les petits palmiers ») est la plus importante, elle dispose notamment des représentations animales.

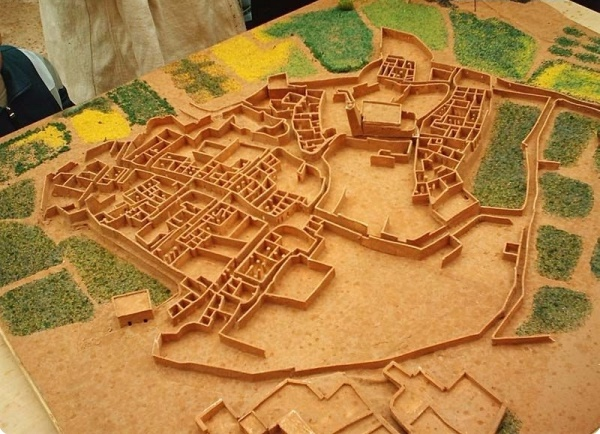
Maquette miniature du ksar.
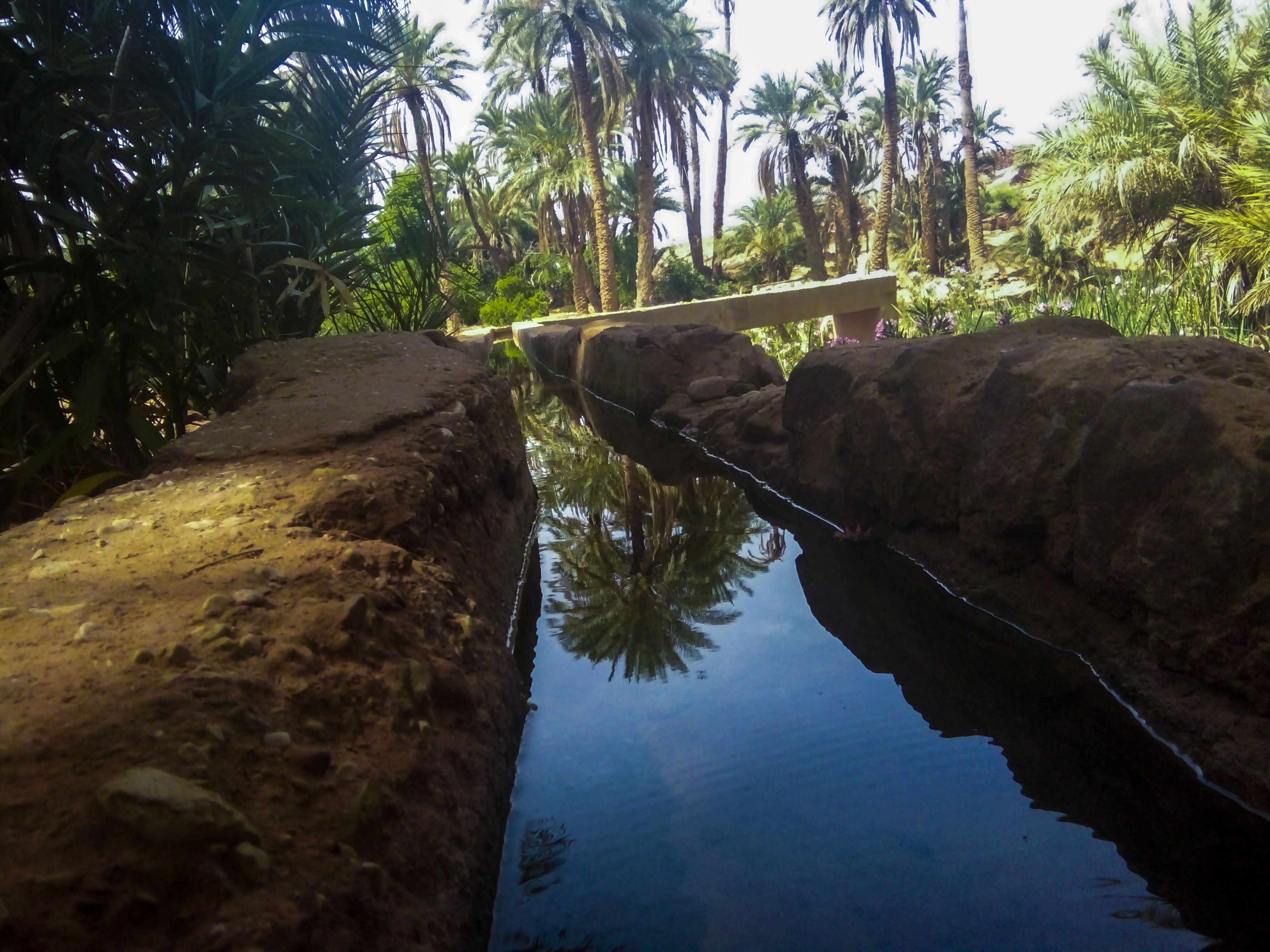
La palmeraie.
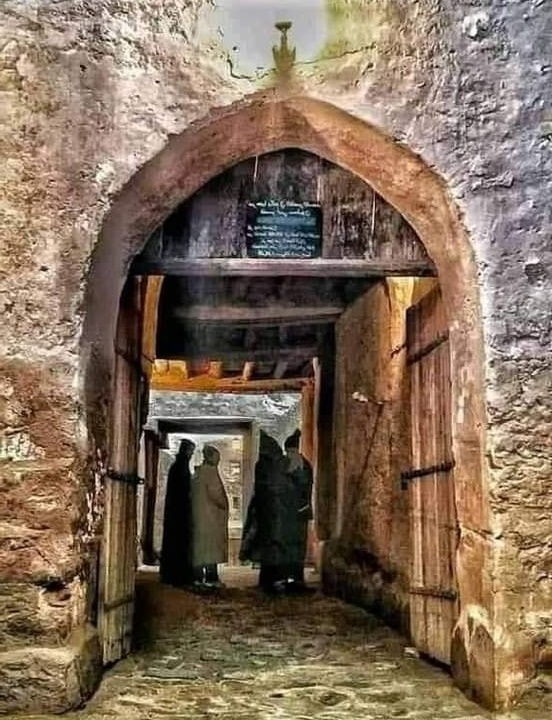
Porte du ksar.
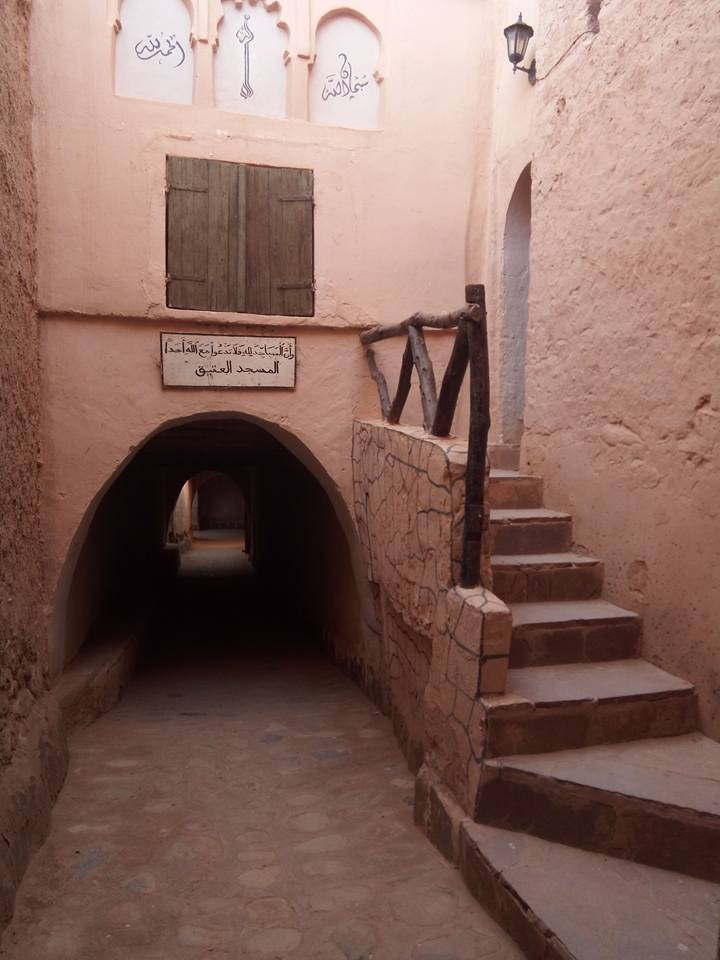
La vieille mosquée.
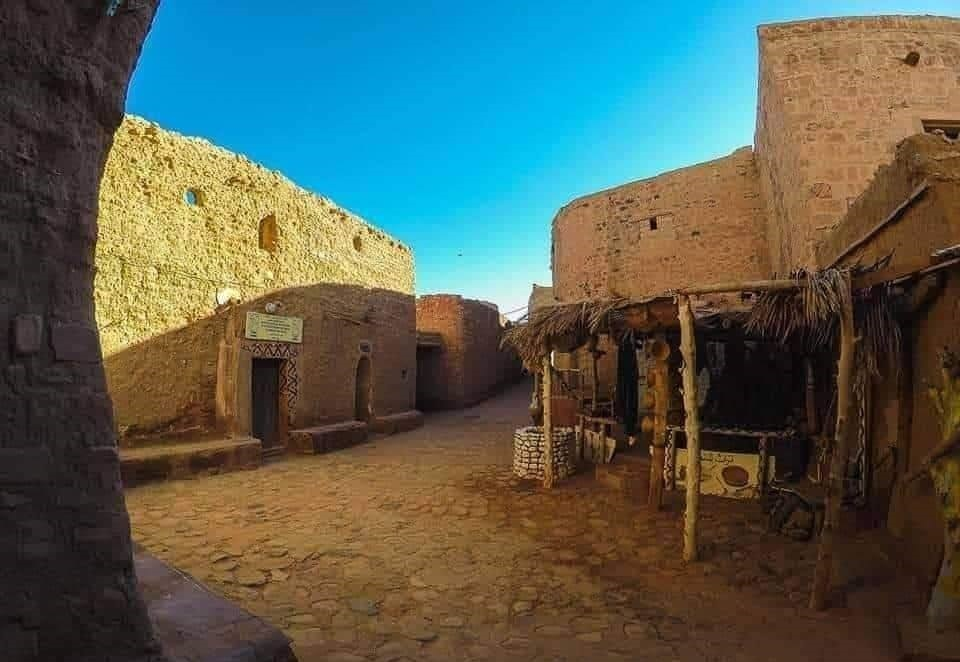
La place.

## Culture

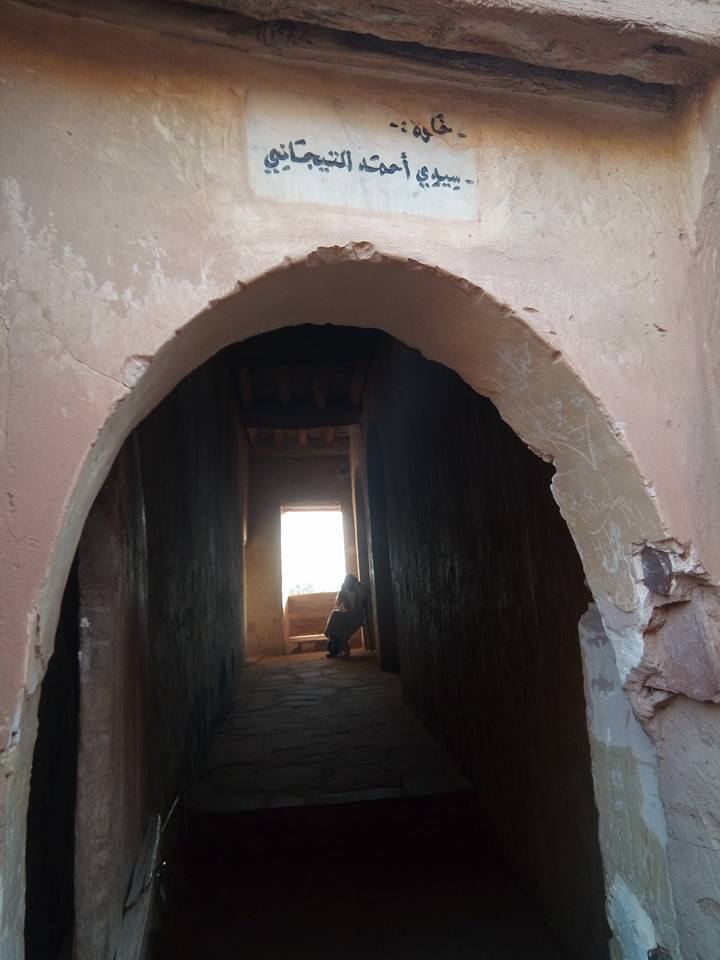
Annexe de la Zaouia Tijania.

Le Tijanisme trouve son origine dans le village de Boussemghoun, en effet selon les adeptes de la confrérie soufie, Ahmed Tijani voit une apparition de Mahomet lors d'une retraite spirituelle dans ce village.
La population de Boussemghoun est à majorité berbérophone, leur dialecte appartient à l'ensemble des oasis berbérophones du Sud oranais.    
La société locale maintient un grand nombre de traditions et de coutumes telles que les célébrations de mariages et la circoncision ainsi que tous les aspects des relations sociales et de la solidarité.   
La ville a décroché, la 3e place dans la deuxième édition du concours « Prix national de la ville verte ».

## Économie
L'élevage, l'agriculture et le tourisme, sont les principales activités de la région,.